# Parasuphalomitus houstoni
Parasuphalomitus houstoni är en insektsart som beskrevs av Tim R. New 1984. Parasuphalomitus houstoni ingår i släktet Parasuphalomitus och familjen fjärilsländor. Inga underarter finns listade i Catalogue of Life.